# Conocoryphidae
Famille
Les Conocoryphidae forment une famille fossile de trilobites de l'ordre des Ptychopariida et du sous-ordre des Ptychopariina.

## Classification
La famille des Conocoryphidae est décrite en 1854 par le paléontologue suédois Nils Peter Angelin (1805-1876).

### Collections
Selon Paleobiology Database en 2024, le nombre de collections de fossiles référencées est de 72.
Ces collections sont datées du Taijangian au Menevian du Miaolingien du Cambrien moyen, soit des 509 à 499,5 Ma avant notre ère.

## Genres
Bailiaspis - Bailiella - Cainatops - Conocoryphe - Ctenocephalus - Elyx - Hartella - Parabailiella - Tchaiaspis